# Bymuseum
Et bymuseum er et museum, der fokuserer på den by, det ligger i. Museet fortæller historien om byen og dens indbyggere og fremviser forskellige historiske ting, evt. suppleret af modeller og andre effekter. Afhængig af byen og museet kan der desuden være særlige udstillinger, f.eks. hvis en bestemt type industri har præget byen. Derudover kan der være særudstillinger eller kunstsamlinger. Endelig kan der være historiske bygninger i tilknytning til museet, eller det kan selv være placeret i et.
Museet kan være ejet af den lokale kommune, men kan også være frivilligt drevet. I begge tilfælde vil et væsentlig aktivitet udover driften af selve museet være at indsamle historier, effekter og dokumenter om byen og dens historie for på den måde at dokumentere den for eftertiden.